# Libdvdcss
 (octobre 2012).
libdvdcss est une bibliothèque libre créée pour lire les DVD de toutes les zones qui sont chiffrés par usage de la technologie CSS. Elle est codée en C et est diffusée sous licence GNU GPL. Elle fait partie du projet VideoLAN et elle est utilisée par VLC media player et d'autres logiciels de lecture de DVD tels que MPlayer, Ogle et les lecteurs basés sur xine. Elle est également utilisée par le convertisseur vidéo HandBrake.
Cette bibliothèque est portable puisque les plates-formes supportées sont GNU/Linux, FreeBSD, NetBSD, OpenBSD, BSD/OS, BeOS, Windows, Mac OS X, Solaris et HP-UX. Un lecteur logiciel de DVD peut être développé en ne faisant que 4 à 5 appels à l'API de cette bibliothèque.

## Fonctionnement
Cette bibliothèque a pour but de présenter aux applications le DVD déchiffré, dé-zoné, comme un Fichier spécial de type bloc, permettant à l'application de ne pas avoir à ce soucier de ces problèmes de décodage.

## Comparaison avec DeCSS
libdvdcss ne doit pas être confondue avec DeCSS. Alors que DeCSS se sert d'une clé usurpée de lecteur DVD pour l'authentification, libdvdcss génère une liste de possibles clés de lecteur. Si aucune d'entre elles ne fonctionne (par exemple, lorsque le lecteur de DVD force le codage régional) un algorithme d'attaque par force brute est essayé afin que le code régional d'un DVD soit ignoré.

## Licéité de l'usage de libdvdcss

### Aux États-Unis d’Amérique
Contrairement à DeCSS, libdvdcss n'a jamais fait l'objet d'attaque en justice dans ce pays. Ceci est en partie dû au fait que la Section 1201(f) du Digital Millennium Copyright Act autorise un tel contournement dans un but d'interopérabilité.

### En France
Dans son article 13, la loi DADVSI instaure la protection des « mesures techniques efficaces destinées à empêcher ou à limiter les utilisations non autorisées par les titulaires d'un droit d'auteur ou d'un droit voisin du droit d'auteur d'une œuvre, autre qu'un logiciel, d'une interprétation, d'un phonogramme, d'un vidéogramme ou d'un programme ».
Néanmoins, le même article 13 dispose que « les mesures techniques ne doivent pas avoir pour effet d'empêcher la mise en œuvre effective de l'interopérabilité, dans le respect du droit d'auteur. » De même que, toujours selon cet article « Les mesures techniques ne peuvent s'opposer au libre usage de l'œuvre ou de l'objet protégé dans les limites des droits prévus par le présent code, ainsi que de ceux accordés par les détenteurs de droits. ».
Le Conseil d'État selon une décision rendue le 16 juillet 2008. et relayée dans un communiqué de presse de l'April qui l'avait saisi, considère que l'utilisation d'un logiciel libre pour contourner un DRM à des fins d'interopérabilité est légale.

## Distribution
De nombreuses distributions Linux (telles que Debian, SuSE et Ubuntu) n'incluent pas libdvdcss dans leurs dépôts officiels. Ceci par crainte d'enfreindre des lois de type DMCA comme la directive EUCD européenne et sa transcription dans le droit des états membres de l'Union (loi DADVSI en France). 
Toutefois libdvdcss est alors souvent disponible dans des dépôts non officiels.